# Stensjön (Ringamåla socken, Blekinge)
Stensjön är en sjö i Karlshamns kommun i Blekinge och ingår i Bräkneån-Mieåns kustområde. Sjön är 6,2 meter djup, har en yta på 0,0263 kvadratkilometer och befinner sig 90 meter över havet.